# Lago Pollollo
El lago Pollollo es un cuerpo de agua superficial léntico ubicado en el este de la isla Navarino, en la Región de Magallanes y la Antártica Chilena.: 175 
En el inventario público de lagos de Chile no existe un lago con este nombre.

## Ubicación
Los lagos Rojas, Pollollo y el Navarino forman el eje norte-sur de una cuenca del que desaguan sucesivamente hasta finalizar en el río Navarino.

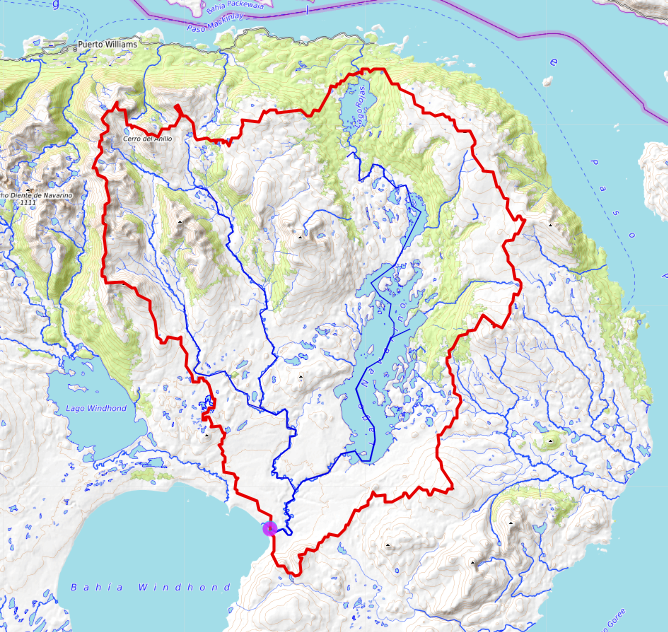
Cuenca del lago Navarino en la isla Navarino.